# Seznam cerkva v Sloveniji (D)
|  | Seznam cerkva: A B C Č D E F G H I J K L M N O P R S Š T U V W Z Ž |

- Nebogoslužni cerkvi sta zapisani ležeče
- Stolnica je zapisana krepko

## Danijel
| Slika                     | Cerkev  | Naselje        | Župnija                    | Škofija |
| ------------------------- | ------- | -------------- | -------------------------- | ------- |
| Klikni za spremembo slike | Danijel | Celje          | Celje - Sv. Danijel        | CE      |
| Klikni za spremembo slike | Danijel | Dornberk       | Dornberk                   | KP      |
| Klikni za spremembo slike | Danijel | Hruševje       | Hrenovice                  | KP      |
| Klikni za spremembo slike | Danijel | Postojna       | Postojna                   | KP      |
| Klikni za spremembo slike | Danijel | Sanabor        | Col                        | KP      |
| Klikni za spremembo slike | Danijel | Sveti Danijel  | Trbonje                    | MB      |
| Klikni za spremembo slike | Danijel | Šentanel       | Sv. Danijel nad Prevaljami | MB      |
| Klikni za spremembo slike | Danijel | Štanjel        | Štanjel                    | KP      |
| Klikni za spremembo slike | Danijel | Volče          | Volče                      | KP      |
| Klikni za spremembo slike | Danijel | Zgornji Razbor | Razbor pri Slovenj Gradcu  | MB      |

## Dominik Guzmán
| Slika                     | Cerkev  | Naselje  | Župnija  | Škofija |
| ------------------------- | ------- | -------- | -------- | ------- |
| Klikni za spremembo slike | Dominik | Izola    | Izola    | KP      |
| Klikni za spremembo slike | Dominik | Tenetiše | Trstenik | LJ      |

## Donat iz Arezza
| Slika                     | Cerkev | Naselje | Župnija | Škofija |
| ------------------------- | ------ | ------- | ------- | ------- |
| Klikni za spremembo slike | Donat  | Piran   | Piran   | Koper   |

## Donat iz Münstereifla
| Slika                     | Cerkev | Naselje      | Župnija | Škofija |
| ------------------------- | ------ | ------------ | ------- | ------- |
| Klikni za spremembo slike | Donat  | Donačka Gora | Rogatec | CE      |

## Doroteja
| Slika                     | Cerkev   | Naselje | Župnija           | Škofija |
| ------------------------- | -------- | ------- | ----------------- | ------- |
| Klikni za spremembo slike | Doroteja | Dornava | Dornava           | MB      |
| Klikni za spremembo slike | Doroteja | Kostanj | Šmartno v Tuhinju | LJ      |

## Družina
| Slika                     | Cerkev  | Naselje         | Župnija           | Škofija |
| ------------------------- | ------- | --------------- | ----------------- | ------- |
| Klikni za spremembo slike | Družina | Barislovci      | Sv. Vid pri Ptuju | MB      |
| Klikni za spremembo slike | Družina | Globel          | Sodražica         | LJ      |
| Klikni za spremembo slike | Družina | Kidričevo       | Kidričevo         | MB      |
| Klikni za spremembo slike | Družina | Ljubljana       | Ljubljana - Moste | LJ      |
| Klikni za spremembo slike | Družina | Predmeja        | Otlica            | KP      |
| Klikni za spremembo slike | Družina | Tepanje         | Slovenske Konjice | MB      |
| Klikni za spremembo slike | Družina | Velike Brusnice | Brusnice          | NM      |

## Duh
| Slika                     | Cerkev | Naselje                  | Župnija                     | Škofija |
| ------------------------- | ------ | ------------------------ | --------------------------- | ------- |
| Klikni za spremembo slike | Duh    | Artiče                   | Artiče                      | CE      |
| Klikni za spremembo slike | Duh    | Banjšice                 | Grgar                       | KP      |
| Klikni za spremembo slike | Duh    | Brce                     | Ilirska Bistrica            | KP      |
| Klikni za spremembo slike | Duh    | Celje                    | Celje - Sv. Duh             | CE      |
| Klikni za spremembo slike | Duh    | Čelovnik                 | Loka pri Zidanem mostu      | CE      |
| Klikni za spremembo slike | Duh    | Češnjevek                | Cerklje na Gorenjskem       | LJ      |
| Klikni za spremembo slike | Duh    | Črnomelj                 | Črnomelj                    | NM      |
| Klikni za spremembo slike | Duh    | Dramlja                  | Bizeljsko                   | CE      |
| Klikni za spremembo slike | Duh    | Fojana                   | Biljana                     | KP      |
| Klikni za spremembo slike | Duh    | Gorenje Kamenje          | Mirna Peč                   | NM      |
| Klikni za spremembo slike | Duh    | Gorica pri Raztezu       | Brestanica                  | CE      |
| Klikni za spremembo slike | Duh    | Grabe                    | Središče ob Dravi           | MB      |
| Klikni za spremembo slike | Duh    | Gumnišče                 | Škofljica                   | LJ      |
| Klikni za spremembo slike | Duh    | Hom                      | Šentrupert                  | NM      |
| Klikni za spremembo slike | Duh    | Krško                    | Krško                       | NM      |
| Klikni za spremembo slike | Duh    | Labinje                  | Cerkno                      | KP      |
| Klikni za spremembo slike | Duh    | Libušnje                 | Kobarid                     | KP      |
| Klikni za spremembo slike | Duh    | Ljubljana                | Ljubljana - Stožice         | LJ      |
| Klikni za spremembo slike | Duh    | Loče                     | Loče pri Poljčanah          | NM      |
| Klikni za spremembo slike | Duh    | Mali Trn                 | Sv. Duh - Veliki Trn        | NM      |
| Klikni za spremembo slike | Duh    | Mrzlava vas              | Čatež ob Savi               | NM      |
| Klikni za spremembo slike | Duh    | Nova Lipa                | Vinica                      | NM      |
| Klikni za spremembo slike | Duh    | Pedrovo                  | Branik                      | KP      |
| Klikni za spremembo slike | Duh    | Podgorje                 | Podgorje pri Slovenj Gradcu | MB      |
| Klikni za spremembo slike | Duh    | Podkraj                  | Podkraj                     | KP      |
| Klikni za spremembo slike | Duh    | Podolševa                | Solčava                     | CE      |
| Klikni za spremembo slike | Duh    | Podstene pri Kostelu     | Banja Loka                  | NM      |
| Klikni za spremembo slike | Duh    | Rateče                   | Rateče - Planica            | LJ      |
| Klikni za spremembo slike | Duh    | Ravne                    | Šoštanj                     | CE      |
| Klikni za spremembo slike | Duh    | Ribčev Laz               | Srednja vas v Bohinju       | LJ      |
| Klikni za spremembo slike | Duh    | Rodni Vrh                | Sv. Trojica - Podlehnik     | MB      |
| Klikni za spremembo slike | Duh    | Rove                     | Zagorje ob Savi             | LJ      |
| Klikni za spremembo slike | Duh    | Semič                    | Semič                       | NM      |
| Klikni za spremembo slike | Duh    | Senadole                 | Senožeče                    | KP      |
| Klikni za spremembo slike | Duh    | Senožeti                 | Šentlambert                 | LJ      |
| Klikni za spremembo slike | Duh    | Slovenj Gradec           | Slovenj Gradec              | MB      |
| Klikni za spremembo slike | Duh    | Stara Gora               | Sv. Jurij ob Ščavnici       | MS      |
| Klikni za spremembo slike | Duh    | Sveti Duh                | Bloke                       | LJ      |
| Klikni za spremembo slike | Duh    | Sveti Duh                | Ojstrica                    | MB      |
| Klikni za spremembo slike | Duh    | Sveti Duh                | Sv. Duh pri Škofji Loki     | LJ      |
| Klikni za spremembo slike | Duh    | Sveti Duh na Ostrem vrhu | Sv. Duh na Ostrem vrhu      | MB      |
| Klikni za spremembo slike | Duh    | Sveti Peter              | Krkavče                     | KP      |
| Klikni za spremembo slike | Duh    | Šahovec                  | Dobrnič                     | NM      |
| Klikni za spremembo slike | Duh    | Vnanje Gorice            | Brezovica                   | LJ      |
| Klikni za spremembo slike | Duh    | Zatolmin                 | Tolmin                      | KP      |
| Klikni za spremembo slike | Duh    | Zavrtače                 | Krka                        | NM      |
| Klikni za spremembo slike | Duh    | Žubina                   | Veliki Gaber                | NM      |
| Klikni za spremembo slike | Duh    | Žurge                    | Osilnica                    | NM      |